# جيسي بلدسو
جيسي بلدسو هو محامي وقاضي وسياسي أمريكي، ولد في 6 أبريل 1776 في مقاطعة كلبيبر في الولايات المتحدة، وتوفي في 25 يونيو 1836 في ناكوغدوشس في الولايات المتحدة. نشط حزبياً في الحزب الجمهوري الديمقراطي. وقد انتخب عضو مجلس الشيوخ الأمريكي ‏ عن دائرة Kentucky Class 3 senate seat ‏ وقد انضم خلال فترته النيابية ‏ (4 مارس 1813 – 24 ديسمبر 1814) للكتلة البرلمانية الحزب الجمهوري الديمقراطي وانتخب عضو مجلس الشيوخ الأمريكي ‏.